# Cephalodella parasitica
Cephalodella parasitica är en hjuldjursart som först beskrevs av Jennings 1894.  Cephalodella parasitica ingår i släktet Cephalodella och familjen Notommatidae. Inga underarter finns listade i Catalogue of Life.